# 別爾比夫 (波德蓋齊區)
49°13′47″N 25°8′0″E / 49.22972°N 25.13333°E
維爾比夫（烏克蘭語：Вербів）是位於烏克蘭西部特諾皮爾州裏特諾皮爾區的村莊，始建於1444年，面積25.7平方公里，海拔高度390米，2001年人口816，人口密度每平方公里37.7人。